# Joan Quintana i Paredes
Joan Quintana i Paredes (Barcelona, 1960) és un alpinista català, protagonista de tres episodis de la sèrie d'outdoor de TVE, Al Filo de lo Imposible i la pel·lícula Gavarnie Solo sobre una escalada en solitari integral en les cascades de gel del circ de Gavarnie (França).